# Brugger Almbach
Der Brugger Almbach, auch Bruggeralmbach, ist ein Bach in der Gemeinde St. Jakob in Defereggen (Bezirk Lienz). Der Bach entspringt westlich der Ochsenlenke und mündet bei Lacken in die Schwarzach.

## Verlauf
Der Brugger Almbach entspringt als Abfluss eines Bergsees westlich der Ochsenlenke, die zwischen Wagenstein und Großem Degenhorn liegt. Der Bach fließt zunächst in westlich und danach in nordwestlicher Richtung durch das Hochtal des Brugger Almbachs. Kurz nach der Brugger Alm mündet linksseitig der Ragötzbach ein und der Brugger Almbach fließt in der Folge in nördlicher Richtung durch Weideflächen im Mittellauf. Im Unterlauf stürzt der Brugger Almbach eine bewaldete Schlucht hinab, bevor er in das Tal der Schwarzach eintritt. Er fließt in der Folge an der Außerrotte und der Ortschaft Lacken vorbei und mündet westlich von Lacken in die Schwarzach.